# Phoolan Devi
Phoolan Devi (hindi : फूलन देवी) est une parlementaire indienne née le 10 août 1963 dans l'Uttar Pradesh à Gorha Ka Purwa, et morte assassinée le 25 juillet 2001 à New Delhi.
Son nom est aussi retranscrit Phûlan Devî ou Pulan Devi, mais c'est sous le surnom de « reine des bandits » qu'elle est le plus connue. 
Née au sein d'une basse caste, Phoolan grandit dans la pauvreté et subit des sévices dès son enfance. Mariée à 11 ans à un homme de 33 ans, elle est violée pendant des mois avant que ses parents ne la récupèrent, mais devient une paria dans son propre village à cause de l'annulation du mariage.
Adolescente, elle est enlevée par un gang de bandits dacoïts, qui en font une des leurs. Elle épouse le leader du gang, mais celui-ci se fait abattre peu après par un gang rival. Violée par les assassins de son mari, elle forme un nouveau gang afin de se venger, ce qui lui vaut le surnom de « Robin des Bois indienne » dans la presse. Le point culminant de la violence dont elle fait preuve est atteint lors du massacre de Behmai où vingt-deux Rajputs sont exécutés.
Elle échappe à la police pendant deux ans avant de se rendre en 1983. Inculpée de quarante-huit chefs d'accusation, y compris assassinat multiple, pillage, incendie, enlèvement contre rançon, elle est emprisonnée pendant 11 ans en attendant un procès sans cesse repoussé. Le gouvernement de Mulayam Singh Yadav abandonne les charges contre elle et la libère en 1994. Élue membre du parlement (la Lok Sabha) au sein du Samajwadi Party en 1996, elle est abattue en 2001 à New Delhi par un ancien membre des Rajputs.

## Biographie

### Une femme indienne de basse caste
Phoolan Devi naît au sein de la corporation des mallah, pêcheurs et bateliers considérés comme de basse caste, dans un petit village de l'Uttar Pradesh.
En 1974, à l'âge de 11 ans, elle est mariée par ses parents à un cousin de 33 ans. Selon la coutume, les fillettes mariées jeunes ont le droit de rester dans la maison de leurs parents jusqu'à l'âge de 16 ans. Malgré cela, les familles passent un accord selon lequel elle s'installe dans la maison de son mari immédiatement. Elle est aussitôt employée comme esclave domestique devant assurer des tâches épuisantes pour son âge. Son mari la bat et la viole. L'étable lui est réservée pour dormir. Elle s'y réfugie souvent pour quelques moments de répit.
Elle décide de s'enfuir avec l'aide d'un oncle pour retourner à son village. Cependant cette fuite lui fait perdre tout statut dans la société indienne qui étiquette les femmes ayant rompu leur mariage comme des prostituées dénuées de tous droits et reniées par leur famille. La solution traditionnelle proposée est la mort, classiquement en se jetant dans le puits du village.

### La révoltée
Mais Phoolan Devi refuse son sort et se révolte. Quelques années plus tôt, un autre cousin nommé Mayadin avait construit sa maison sur un terrain que la famille de Phoolan utilisait pour y faire pousser quelques légumes. Phoolan âgée de 16 ans vient revendiquer ce terrain ce qui irrite Mayadin. Il la fait jeter en prison où elle est maltraitée et violée.
Plus tard, voulant se débarrasser d'elle pour de bon, son cousin engage une bande de dacoïts pour l'éliminer. Les bandits l'enlèvent mais sa présence entraîne des dissensions au sein de la bande, entre le chef, un thâkûr, de la classe des kshatriya, qui la viole et veut en faire son esclave, et le reste de la bande qui sont des mallah comme elle. Vikram, un des bandits, abat le chef et prend sa place. Devi et lui deviendront amants. Elle apprend de Vikram le métier de dacoït, et toujours aussi révoltée, devient la chef de fait de la bande. S'attaquant principalement aux thâkûr, des propriétaires terriens qui violent les femmes de basse caste sur leurs terres, elle devient bientôt célèbre dans tout l'État comme la défenseuse des opprimés. Beaucoup, dans le petit peuple, la considèrent comme un avatar de Dourgâ.
Un jour, Vikram est abattu par Shri Râm, un dacoït thâkûr offensé qu'un mallah puisse avoir atteint la notoriété. Il enlève Devi et l'emmène à Behmai un village de Thâkûrs. Là, Shri Râm et sa bande la violent collectivement pendant 23 jours de suite.

### La cheffe de bande (1981-1983)
En 1980, Devi reprend la tête de sa bande. Elle ne vit plus que pour la vengeance. Le 14 février 1981, ayant entendu dire que Shri Râm était à Behmai, elle entre dans le village avec sa bande, tous habillés avec des uniformes de la police, monte sur le puits et avec un mégaphone, exige qu'on lui livre son tortionnaire, l'assassin de son amant. Le village est fouillé de fond en comble, mais probablement mal renseignée, Phoolan ne le retrouve pas. Elle aurait à ce moment fait abattre 22 personnes du village prises au hasard. C'est le plus grand massacre perpétré par des dacoïts depuis 30 ans. De plus, pour la culture indienne, il y a plusieurs circonstances aggravantes : toutes les victimes sont de classe supérieure, les exécuteurs sont de caste inférieure, le chef est une femme. Toute sa vie, Phoolan Devi niera avoir participé à cette action.
Elle est déclarée « ennemi public numéro un » mais devient, a contrario, l'héroïne du peuple[réf. nécessaire]. Des poupées à son effigie habillées en Durgâ sont vendues dans les marchés de la région.
La Première ministre Indira Gandhi promet sa capture mais Phoolan et sa bande connaissent parfaitement les ravines de la Chambal et profitent de leur situation au point de jonction de trois États, le Rajasthan, le Madhya Pradesh et l'Uttar Pradesh qui handicapent les forces de police, pourtant en nombre considérable. Ils restent introuvables. Après deux ans de cavale, Phoolan est en mauvaise santé et plusieurs hommes de la bande sont morts. En février 1983, elle accepte de se rendre aux autorités. Le gouvernement d'Indira Gandhi et Phoolan arrivent à un accord :
- elle n'est pas condamnée à mort ;
- les membres de son gang n'auront pas plus de 8 ans de prison ;
- son frère aura un travail au gouvernement ;
- son père recevra un terrain ;
- toute sa famille sera accompagnée par la police au lieu de rencontre avec les autorités.

Devi sait ne pas pouvoir se fier à la police de l'Uttar Pradesh et ne veut se rendre qu'à la police du Madhya Pradesh. Elle insiste aussi sur le fait qu'elle ne rend pas les armes à la police mais devant le Mahatma Gandhi et la déesse Durgâ. Un policier désarmé les rencontre dans les ravines. Ils marchent ensemble vers Bhind où les attendent la presse, une foule de 10 000 personnes, 300 policiers et en présence du ministre en chef du Madhya Pradesh, Arjun Singh. C'est coiffée de son traditionnel bandana rouge, une cartouchière sur la poitrine, devant une photo du Mahatma Gandhi et de Durgâ qu'elle dépose son Mauser 303.

### Prisonnière puis députée
Devi est accusée de 48 crimes. Après 11 ans de cellule, trois de plus que négociés, elle est libérée sur parole en 1994, par Vishambhar Prasad Nishad, gouverneur de l'Uttar Pradesh, un homme de basse caste comme elle, parvenu à ce poste grâce à la politique des quotas. Conseillée par Mulayam Singh Yadav durant toutes ces années, elle n'est pas passée en jugement pour les cinquante-sept chefs d'accusation, dont les vingt-deux meurtres de Behmai, qui pèsent sur elle.
À sa sortie de prison, elle rejoint l'Eklavya sena, un groupe visant à enseigner l'autodéfense aux gens dits de basses castes. Pour signifier son rejet du système des castes, elle se convertit au bouddhisme.
Elle s'engage en 1996 dans la voie politique, adhère au parti Samajwadi, le parti socialiste de Yadav, et se présente aux élections pour un poste de députée avec un programme axé principalement sur la défense du droit des femmes et des basses castes.
Elle remporte les élections. Elle est présentée en tant que candidate au prix Nobel de la paix en 1997.
Adulée par les gens de basses castes, elle connaît toujours la haine des hautes castes et l'arrivée au pouvoir du parti fondamentaliste hindou Bharatiya Janata Party (BJP), avec Atal Bihari Vajpayee à sa tête, ne lui est pas favorable et dresse beaucoup de barrières à la réalisation de son programme.
Les thâkûrs continuent à demander justice pour les meurtres de 1981 et les nombreuses attaques qu'elle a perpétrées. Elle perd son siège au Parlement en 1998 mais est à nouveau élue l'année suivante.

### Assassinat
Le 25 juillet 2001, à New Delhi, elle rentre à son domicile après une session au Parlement, dans un quartier où la sécurité est censée être maximale. Trois hommes masqués attendent dans une Maruti à quelques mètres de l'entrée de sa résidence au 4 Ashoka Road. Lorsqu'elle arrive, vers 13 h 30, ils marchent vers elle et tirent. Son garde du corps riposte mais est touché. Les tireurs repartent dans la voiture qu'ils abandonnent ensuite pour s'enfuir en rickshaw. Phoolan est amenée au Ram Manokar Hospital où elle est déclarée morte.
Quelques jours plus tard, un thâkûr nommé Sher Singh Rana se rend à la police, affirmant qu'il a tué Phoolan Devi pour venger le massacre de Behmai et déclare : « La tache qui souillait le nom des Rajputs a été lavée. »
Le président Kocheril Raman Narayanan, lui-même un Intouchable, donc hors du système des castes, lui rend hommage : « sa vie était une histoire de rébellion et de défis réussis devant l'oppression et l'exploitation. »
Le 14 août 2014, son assassin Sher Singh Rana est condamné à la prison à perpétuité.

## Hommages
Irène Frain a écrit en 1992 Devi, une biographie romancée inspirée de son parcours.
La vie de Phoolan Devi a inspiré un film : La Reine des bandits (Bandit Queen) réalisé par Shekhar Kapur en 1994.
Claire Fauvel a réalisé une bande dessinée Phoolan Devi publiée en juin 2018 chez Casterman basée sur son autobiographie romancée.
Christel Mouchard a écrit un livre nommé Devi : Bandit aux yeux de fille publié le 6 janvier 2010.
Pénélope Bagieu, illustratrice, illustre l’histoire de Phulan Devi « Reine des bandits » dans ses Tomes « Culottées » en quelques pages où elle souligne sa bravoure féministe.